# Wodla
Die Wodla (russisch Во́дла; finnisch Vodlajoki) ist ein Fluss im Südosten der Republik Karelien in Nordwestrussland.  
Sie entsteht am Zusammenfluss von Suchaja Wodla und Wama, den beiden Abflüssen aus dem See Wodlosero. Die Wodla hat eine Länge von 149 km und ein Einzugsgebiet von 13.700 km². Der mittlere Abfluss an der Mündung beträgt 130 m³/s. Der Fluss fließt zuerst in südlicher Richtung, ändert dann seine Richtung nach Westen. Er fließt an der Stadt Pudosch vorbei und mündet in den Onegasee. Der Abfluss seiner Quellflüsse aus dem Wodlosero wird reguliert.
Zumindest in der Vergangenheit wurde auf der Wodla Flößerei betrieben.